# Posek
Ein Posek (hebräisch פוסק, Plural Poskim, פוסקים, lateinisch Dezisor) ist ein jüdischer Gelehrter, der eine bindende Entscheidung
(hebräisch דין פסק Psak din, auch Psak halacha, Plural Pessakim) bei der Auslegung von religiösen Gesetzen treffen kann, die die jüdisch-orthodoxe Lebensführung (Halacha) betreffen.

## Definition
Ein Posek oder Dezisor legt seine Gesetzesinterpretation entweder schriftlich nieder (Rabbinische Literatur), wie es zum Beispiel in der Mischne Tora des Maimonides exemplarisch der Fall ist, oder formuliert verbindliche Aussagen zu Einzelfragen, die Responsen. Eine Vielzahl von Rabbinern und Gelehrten des Mittelalters und der frühen Neuzeit führte diesen Ehrentitel.
Jeder orthodoxe Rabbiner wird so ausgebildet, dass er dezisorische Funktionen im Rahmen seiner Gemeinde wahrnehmen kann.

## Geschichte
Angewandt wird der Begriff auf die rabbinischen Autoritäten vom Abschluss des (babylonischen) Talmuds um 600 n. Chr. bis in die Gegenwart, und zwar mit folgender Einteilung:
- Kadmonim, auch Geonim (die ‚Frühesten‘), 6. bis zum 10. Jahrhundert (Saadja);
- Rischonim (die ‚Ersten‘), bis zum 15. Jahrhundert (Alfassi, Maimonides), Isaak ben Mose (Or Zarua);
- Acharonim (die ‚Letzten‘), 16. bis 18. Jahrhundert (Jakob ben Ascher, Josef Karo, Mose Isserles)

## Bedeutung
Die Unterscheidung zwischen den Geonim, Rischonim und Acharonim ist historisch bedeutsam. Nach der im orthodoxen Judentum weit verbreiteten Ansicht können die Acharonim im Allgemeinen die Entscheidungen von Rabbinern früherer Epochen nicht anfechten, es sei denn, sie fänden Unterstützung von anderen Rabbinern früherer Epochen. Doch es gibt auch die gegenteilige Ansicht: In The Principles of Jewish Law schrieb der orthodoxe Rabbiner Menachem Elon:

„(…) [such a view] inherently violates the precept of Hilkheta Ke-Vatra’ei, that is, the law is according to the later scholars. This rule dates from the Geonic period. It laid down that until the time of Rabbis Abbaye and Rava (4th century) the halakha was to be decided according to the views of the earlier scholars, but from that time onward, the halakhic opinions of post-talmudic scholars would prevail over the contrary opinions of a previous generation (…)“

 (ungefähre Übersetzung: „[eine solche Ansicht] verstößt von Natur aus gegen die Vorschrift von Hilkheta Ke-Vatra’ei, das heißt, das Gesetz entspricht den späteren Gelehrten. Diese Regel stammt aus der geonischen Zeit. Sie legte dies bis zur Zeit der Rabbiner Abbaye und Rava fest (4. Jahrhundert) sollte die Halacha nach den Ansichten der früheren Gelehrten entschieden werden, aber von diesem Zeitpunkt an hatten die halachischen Meinungen posttalmudischer Gelehrter Vorrang vor den gegenteiligen Meinungen einer früheren Generation.“ Bava Metzia 3:10, 4:21, Schabbat 23:1)
Das „Hilkheta Ke-Vatra’ei“ (‚die Halakha folgt den späteren‘) kann so interpretiert werden, dass die orthodoxe Sichtweise keinen Widerspruch darstellt, sondern es wird dazu aufgerufen, die Perspektive im größeren Kontext der Tora zu verstehen. Während die Autorität den Gelehrten einer späteren Generation innerhalb einer bestimmten Ära zufallen kann, erlaubt der Talmud Gelehrten einer späteren Ära nicht, mit Gelehrten einer früheren Ära zu streiten, ohne die Unterstützung anderer Gelehrter einer früheren Ära.

### Geonim
Während der geonischen Zeit (Geonim (hebräisch גאונים) oder Kadmonim, 6. bis 10. Jahrhundert) waren es die babylonischen Schulen, die die Hauptzentren der jüdischen Bildung darstellten. Die Geonim, die Leiter dieser Schulen, wurden als höchste Autoritäten des jüdischen Rechts anerkannt. Trotz der Schwierigkeiten, die eine regelmäßige Kommunikation in dieser Zeit behinderten, richteten Juden, die sogar in den entlegensten Ländern lebten, ihre Anfragen zu Religion und Recht an diese Spezialisten in Babylonien. Für Juden außerhalb Babylons war es üblich, die Zusendung eines Teils des Talmuds zusammen mit „einer Erklärung“ zu verlangen oder die Gelehrten in Babylon zu bitten, jüdische Argumente beizulegen, für die sie keinen Präzedenzfall finden konnten. Die Länge einer Antwort aus diesem Zeitraum kann von weniger als einem Satz bis zu einem großen Buch reichen.
Liste einzelner Geonim (Auswahl)
- Achai Gaon (680–752)
- Amram Gaon (gest. um 880)
- Dodai ben Nahman
- Hai ben Scherira Gaon (939–1038)
- Saadia Gaon (882–942)
- Scherira Gaon (10. Jh.)
- Isaac II. Aboab (1433–1493), Kastilien

### Rischonim
Rischonim (hebräisch ראשונים ‚die Ersten‘) (singular ראשון ‚Rischon‘) waren die führenden Rabbiner und Poskim, die ungefähr im 11. bis 15. Jahrhundert lebten. Als Schlusspunkt dieser Phase gilt die Niederschrift des Schulchan Aruch (hebräisch שׁוּלחָן עָרוּך ‚Gedeckter Tisch‘), einem allgemeinen, gedruckten Code des jüdischen Rechts aus dem Jahre 1563. Rabbinische Gelehrte, die auf Schulchan Aruch folgten, werden allgemein als Acharonim (hebräisch אחרונים ‚die Letzteren‘) bezeichnet.
Liste einzelner Rischonim (Auswahl)
- Hezekiah ben Rabbi Manoa, französischer Talmudist des 13. Jahrhunderts.
- Eleasar ben Juda ben Kalonymos (haRokeah ), deutscher Halachist des 12. Jahrhunderts.
- Menahem ben Helbo Kara, französischer Tosafist und Exeget des 11. Jahrhunderts.
- Isaac ben Jacob de Lattes (Toledot Jitzschak), französischer Chronist des 14. Jahrhunderts.
- Kalonymus ben Kalonymus, französischer Übersetzer und Philosoph des 14. Jahrhunderts.
- Juda ben Samuel (Chassidim), deutscher Mystiker und Halachist des 12. Jahrhunderts.
- Abraham ben Nathan (HaManhig), provenzalischer Talmudist aus dem 13. Jahrhundert.
- Mosche de León (Zohar ), spanischer Kabbalist des 13. Jahrhunderts.
- Isaac ben Judah ibn Ghiyyat (Me’ah She’arim), spanischer Halachist und Kommentator des 11. Jahrhunderts.
- Moses ben Meir of Ferrara, Tosafist aus dem 13. Jahrhundert.
- Elieser ben Samuel (Yereim), Tosafist aus dem 13. Jahrhundert. (ca. 1140–1237 )
- Eliezer ben Samuel von Verona, Tosafist aus dem 13. Jahrhundert.
- Immanuel ha-Romi, italienischer Dichter des 14. Jahrhunderts (1261– ca. 1335 )
- Benjamin ben Judah ha-Romi, italienischer Exeget des 14. Jahrhunderts. (ca. 1290–1335 )
- Benjamin ben Isaak von Carcassonne, Gelehrter des 14. Jahrhunderts.
- Judah ben Benjamin Anaw, italienischer Halachist und Talmudist des 13. Jahrhunderts (ca. 1215–1280 )
- Zedekia ben Abraham Anaw (Shibbolei HaLeqet), italienischer Halachist des 13. Jahrhunderts (ca. 1220–1280 )
- Benjamin ben Abraham Anaw, Dichter, Exeget und Halachist des 13. Jahrhunderts. (gest. um  1289 )
- Abba Mari ben Moses ben Joseph (Minhat Kenaot), provenzalischer Rabbiner aus dem 13. Jahrhundert (ca. 1250 – ca. 1306 )
- Isaac ben Abba Mari (Ittur Soferim), provenzalischer Rabbiner aus dem 12. Jahrhundert (ca. 1122 – ca. 1193 )
- Jacob ben Meir Tam , Talmudist, Halachist und Bibelphilologe des 12. Jahrhunderts (1100–1171)
- Simhah ben Samuel von Vitry, französischer Talmudist des 11. Jahrhunderts (?-1105)
- Schemaja von Soissons, Talmudist und Bibelexeget des 12. Jahrhunderts
- Crescas Vidal, Talmudist und Philosoph des 14. Jahrhunderts
- Joseph ben Simeon Kara, biblischer Exeget des 12. Jahrhunderts (ca. 1065 – ca.  1135 )
- Simeon ben Helbo Kara, Josephs Vater.
- Jesaja ben Mali, biblischer Exeget und Halachist des 12. Jahrhunderts (ca. 1180 – ca.  1250 )
- Jesaja ben Elijah di Trani der Jüngere, biblischer Exeget und Halachist des 13. Jahrhunderts
- Don Isaak ben Juda Abrabanel, (Abarbanel), Philosoph und Tora-Kommentator des 15. Jahrhunderts (1437–1508)
- Israel Bruna Ben Hayyim (Mahari Bruna), deutscher Rabbiner und Posek aus dem 15. Jahrhundert
- Abraham ibn Daud, (Sefer HaKabbalah), spanischer Philosoph des 12. Jahrhunderts
- Abraham ibn Esra, (Ibn Ezra ), spanisch-nordafrikanischer Bibelkommentator aus dem 12. Jahrhundert
- David ben Joseph Abudarham soll ein Schüler des Baal Ha-Turim gewesen sein (dies ist jedoch zweifelhaft)
- Samuel ben Jacob ibn Jam, nordafrikanischer Rabbiner und Gelehrter aus dem 12. Jahrhundert
- Ascher ben Jechiel, (Rosch), deutsch-spanischer Talmudist des 13. Jahrhunderts
- Moses Kimchi, Bibelkommentator und Grammatiker des 12. Jahrhunderts.
- David ben Josef Kimchi, (RaDaK), französischer Bibelkommentator, Philosoph und Grammatiker des 12. Jahrhunderts
- Jakob ben Moses haLevi Molin, (Maharil), Kodifikator des deutschen Minhag aus dem 14. Jahrhundert
- Obadiah ben Abraham von Bertinoro (Bartenura), Kommentator der Mischna aus dem 15. Jahrhundert
- Meir ben Baruch, deutscher Rabbiner und Dichter des 13. Jahrhunderts
- Bachja ben Josef ibn Pakuda (Hovot ha-Levavot), spanischer Philosoph und Moralist des 11. Jahrhunderts
- Chasdaj Crescas (oder Hashem), Talmudist und Philosoph des 14. Jahrhunderts
- Dunasch ben Labrat, Grammatiker und Dichter des 10. Jahrhunderts
- Gerschom ben Jehuda, deutscher Talmudist und Legalist des 11. Jahrhunderts
- Isaak ben Mose von Wien, böhmischer Posek aus dem 13. Jahrhundert
- Levi ben Gerschom, (Ralbag), französischer Talmudist und Philosoph des 14. Jahrhunderts
- Elieser ben Nathan aus Mainz, Dichter und Pietist des 12. Jahrhunderts
- Hillel ben Eliakim, (Rabbeinu Hillel), Talmudist des 12. Jahrhunderts und Schüler von Raschi
- Solomon ben Meir, Enkel von Raschi, einem der Tosafot, aus dem 12. Jahrhundert
- Ibn Tibbon, (Tibboniden), eine Familie spanischer und französischer Gelehrter, Übersetzer und Führer aus dem 12. und 13. Jahrhundert
- Isaak ben Jakob Alfasi (der Rif), nordafrikanischer und spanischer Talmudist und Halachist des 11. Jahrhunderts; Autor von „Sefer Ha-halachoth“
- Jakob ben Ascher, (Baal ha-Turim ; Arbaah Turim), deutsch-spanischer Halachist des 14. Jahrhunderts
- Abulwalid Merwan ibn Dschanach, hebräischer Grammatiker des 11. Jahrhunderts
- Josef Albo, („Sefer Ikkarim“), Spanien des 15. Jahrhunderts
- Josef ibn Migasch, spanischer Talmudist und Rosch Jeschiwa aus dem 12. Jahrhundert; Lehrer von Maimon, Vater von Maimonides
- Meir ha-Levi Abulafia, (Yad Ramah), spanischer Talmudist des 13. Jahrhunderts
- Maimonides, Moshe Ben Maimon, (Rambam), spanisch-nordafrikanischer Talmudist, Philosoph und Gesetzeskodifizierer aus dem 12. Jahrhundert
- Mordechai ben Hillel (Der Mordechai ), deutscher Halachist des 13. Jahrhunderts
- Nachmanides, Moshe ben Nahman (Ramban), spanischer Mystiker und Talmudist aus dem 13. Jahrhundert und dem Heiligen Land
- Nissim ben Reuben Gerondi, (RaN), Halachist und Talmudist des 14. Jahrhunderts
- Raschi, Solomon ben Yitzchak, französischer Talmudist des 11. Jahrhunderts, der Hauptkommentator des Talmud
- Eleasar ben Juda ben Kalonymos (Sefer HaRokeach), deutscher Rabbinergelehrter aus dem 12. Jahrhundert
- Samuel ben Judah ibn Tibbon, französischer Maimonidean-Philosoph und Übersetzer aus dem 12.–13. Jahrhundert
- Tosafisten, (Tosafot), Talmudgelehrte des 11., 12. und 13. Jahrhunderts in Frankreich und Deutschland
- Jehuda ben Samuel ha-Levi, (Kuzari), spanischer Philosoph und Dichter aus dem 12. Jahrhundert, der sich Zion widmete
- David ben Reuven, (Rabbeinu David), Talmudist des 12. Jahrhunderts mit einem Kommentar zu Masechet Pesachim, der Einfluss auf das zeitgenössische Iyyun hatte.
- Menachem ben Salomo, (Meiri), Talmudist des 13. Jahrhunderts
- Jom Tob ben Abraham aus Sevilla (Ritva), Talmudist des 13. Jahrhunderts
- Jitzchak Saggi Nahor (Isaak der Blinde), provenzalischer Kabbalist aus dem 12.-13. Jahrhundert
- Salomo ben Abraham Adret, (Rashba), Talmudist des 13. Jahrhunderts Barcelona
- Aharon ben Joseph haLevi, (Ra’ah), Talmudist des 13. Jahrhunderts
- Zerachiah ha-Levi aus Girona, (Baal Ha-Maor) Talmudist aus dem 12. Jahrhundert
- Meschullam ben Jacob, (Rabbeinu Meschullam Hagodol), Talmudist des 12. Jahrhunderts (1235–1310)
- Josef ben Abba Mari ibn Kaspi, Talmudist, Grammatiker und Philosoph des 13.–14. Jahrhunderts (1280–1345)
- Bachja ben Ascher, Kommentator des 13.-14. Jahrhunderts, Talmudist und Kabbalist
- Moses von Évreux, Tosafot, einer von drei Rabbinerbrüdern im 13. Jahrhundert in der Normandie, dem heutigen Frankreich